# Данилов (моторвагонное депо)

Схема расположения депо в Данилове

Моторвагонное депо Данилов — предприятие железнодорожного транспорта в городе Данилов Ярославской области, принадлежит к Северной железной дороге. Депо занимается ремонтом и эксплуатацией МВПС. Депо устроено необычно: его цех находится в промзоне, отдельно от железнодорожной линии, и к нему ведёт 3-километровая ветка. До 1990-х годов техническое обслуживание электропоездов было в Ярославле. С 1974 в Данилове проектировался цех подъёмочного ремонта, но при Советской власти проект не был реализован. В 1990-х Северная железная дорога совместно с Даниловским заводом деревообрабатывающих станков основала ТОО "Электропоезд". Депо было устроено на территории завода. Ремонт поездов начался в 1996 году, в 1999 СевЖД выкупила фирму.

## Тяговые плечи

### Электропоезда постоянного тока
По Александровскому направлению:
- Ярославль — Ростов
- Ярославль — Рязанцево
- Ярославль — Александров

По Даниловскому направлению:
- Ярославль — Уткино
- Ярославль — Данилов

По Костромскому направлению:
- Ярославль — Нерехта
- Космынино — Ярославль
- Ярославль — Кострома (в том числе один экспресс)

### Электропоезда переменного тока
По Буйскому направлению:
- Вологда   -  Буй
- Данилов - Буй

По Архангельскому направлению:
- Вологда  - Вожега

По Череповецкому направлению:
- Вологда — Череповец
- Вологда — Бабаево (экспресс)

## Подвижной состав
| Поезда | № вагонов                                                                                     |
| ------ | --------------------------------------------------------------------------------------------- |
| ЭД4М   | / 0160 / 0167 /0439 /                                                                         |
| ЭД9М   | 0038 / 0046 / 0135 / 0173 / 0184                                                              |
| ЭД9Т   | 0010 / 0017                                                                                   |
| РА3    | 047 / 053 / 054 / 055 / 056 / 057 / 058 / 059 / 062 / 063 / 064 / 067 / 068 / 070 / 071 / 072 |